# Paralycaea platycephala
Paralycaea platycephala is een vlokreeftensoort uit de familie van de Pronoidae. De wetenschappelijke naam van de soort is voor het eerst geldig gepubliceerd in 1998 door Zeidler.